# Clejani
Clejani es una comuna que se encuentra en el Condado de Giurgiu, Rumanía, a unos 40 km al sur de Bucarest, en la región Vlaşca, en las llanuras del Danubio, cerca de las fronteras búlgaras.
En 2011 tiene 3809 habitantes.
La localidad es famosa por sus músicos gitanos (lăutari). Los grupos más famosos que se originaron en Clejani son: Taraf de Haïdouks y los miembros del grupo Mahala Raï Banda.
Se ubica sobre la carretera 61, cerca del límite con Teleorman.